# Versailles (Kentucky)
Versailles es una ciudad ubicada en el condado de Woodford en el estado estadounidense de Kentucky. En el Censo de 2010 tenía una población de 8568 habitantes y una densidad poblacional de 751,68 personas por km².

## Geografía
Versailles se encuentra ubicada en las coordenadas 38°3′1″N 84°44′2″O / 38.05028, -84.73389. Según la Oficina del Censo de los Estados Unidos, Versailles tiene una superficie total de 11.4 km², de la cual 11.36 km² corresponden a tierra firme y (0.32%) 0.04 km² es agua.

## Demografía
Según el censo de 2010, había 8568 personas residiendo en Versailles. La densidad de población era de 751,68 hab./km². De los 8568 habitantes, Versailles estaba compuesto por el 83.52% blancos, el 8.02% eran afroamericanos, el 0.27% eran amerindios, el 0.48% eran asiáticos, el 0.02% eran isleños del Pacífico, el 5.28% eran de otras razas y el 2.42% pertenecían a dos o más razas. Del total de la población el 11.88% eran hispanos o latinos de cualquier raza.